# Capoeira
Capoeira je afro-brazilska umjetnička forma koja uključuje elemente borilačkih vještina, igre, glazbe i plesa. Nastala je u Brazilu, razvili su je robovi iz Afrike (posebno s područja današnje Angole) u 16. stoljeću.
Capoeira se izvodi u krugu (roda) koji čine capoeiristi. Oni pjevaju, plješću i sviraju instrumente, te stvaraju energiju (axe) koju dvoje capoeirista (koji igraju) pretvaraju u atraktivne pokrete. 

## Povijest capoeire
Kako u Americi tako je i u Brazilu bilo trgovine robljem. Robovi su radili u poljima u kojima su šećer i duhan bili glavni usjevi te je potražnja za ropstvom bila velika. Tijekom povjesti za vrijeme trgovine robljem procjenjuje se da je više od dva milijuna robova dovedeno iz Afrike u Brazil.
Ovi robovi dovedeni su iz različitih dijelova Afrike koji su imali različite kulture. Bili su raspoređeni u tri glavne luke: Bahia, Recife i Rio de Janeiro.
U Riu i Recifu, robovi su bili iz različitih etičkih skupina a ponekad i iz neprijateljskih plemena, zbog čega je bilo teško ovim robovima napraviti pobunu. Više je robova u Riu bilo iz Bantu naroda, dok u ostalim područjima, kao što je Bahia, robovi su bili primarno iz Zapadne Afrike.
Kako su robovi počeli shvaćati da je njihovo stanje nepovratno, te da su bili prisiljeni raditi zauvijek, počeli su bježati.
U Recifu, grupa od 40 robova pobunila se protiv svojih gazdi, ubila je sve bijele zaposlenike i zapalila je kuću na plantaži. Zatim su se oslobodili i odlučili naći mjesto gdje će se moći sakriti od lovaca na robove. Krenuli su prema planinama, na put koji je trajao mjesecima. Da nije bilo pomoći koju su dobili od Indijanaca ovo putovanje praktički ne bi mogli dovršiti. Naposljetku došli su do mjesta koje su smatrali sigurnim, te su ga zbog obilja palminih drveća nazvali Palmares. U ovom je mjestu rođena afrička zajednica; zajednica koja je trajala približno stoljeće. U ovoj su zajednici nastali prvi oblici capoeire.
Kako nitko ne želi uskratiti afrički utjecaj na capoeiru, ništa zapravo nije poznato o stvarnom obliku capoeire podrijetlom iz Afrike. Sve što je napisano o ovoj temi je na temelju špekulacija. Najraniji poznati povijesni zapis o capoeiri kao borilačkoj vještini je otprilike 1770., dugo nakon ranih godina ropstva. Nakon toga ništa nije evidentirano sve do ranih 1800-ih gdje su nađeni zapisi uglavnom u obliku raznih policijskih evidencija iz Ria de Janeira.

## Palmares
Tijekom godina, raspršena naselja bila su uspostavljena u planinama. Najveće od svih bilo je naselje Palmares s više od 20.000 stanovnika, ukljućujući nešto Indijanaca i bijelaca.
Plemena koja se u Africi nisu poznavala ili su bili neprijatelji ovdje su imali zajednički cilj.
Nova zajednica se rodila s jako bogatim mixom različitih kultura. U novom okružju dijelili su i učili jedni druge njihov ples, rituale, kulturu i igre. Jedan rezultat ove bogate kulturne fuzije bila je capoeira u svom prvom obliku. Palmares je rastao brzo kako je sve više izbjeglica dolazilo u ovu malu Afričku naciju. Počeo je brinuti portugalske kolonizatore. Ljudi iz Palmare su znali sići s planine kako bi trgovali proizvodima, voćem i životinjskom kožom te bi često odlazili do plantaža kako bi oslobodili više robova.
Palmarci su počeli utjecati na život na plantaži s time kako je sve više i više robova bježalo. Kolonizatori su patili ekonomski zbog pomanjkanja radne snage.
Da bi stvari bile gore za Portugalce, Nizozemska provaljuje u Brazil 1630. godine. Robovi su iskoristili tu situaciju i pomoću Palmaresa pobjegli su s plantaža te se borili protiv Portugalske vojske. Vojska se u tom trenutku borila s dva protivnika.
Danska je dobila rat, ali se Afrikanci nisu nikad prestali boriti. Godine 1644. Danska organizira ekspediciju za Palmares ali ništa ne postiže. Sljedećih je godina organizirana još jedna ekspedicija u planine ali je isto propala.
Važno je napomenuti da su ekspediciju sačinjavali jako iskusni i dobro naoružani vojnici. Ali su Afrikanci razvili sistem borbe nazvan „rat džungle“  ili napad iz zasjede. Capoeira je bila ključni element ovih neočekivanih napada. S brzim i lukavim pokretima robovi su prouzročili znatne štete bijelcima. Capoeira je postala njihovo borbeno oružje, njihov simbol slobode.
Kada je ekspedicija postala uspješna, robovi koji su vraćeni na plantažu učili su ostale capoeiru. Nedjelja je bio dan kad su se odmarali i tad su vježbali capoeiru. Ali tamo, u susjedstvu, vježba je bila izmijenjena. Glazba, pjevanje, ples i ritual dodani su capoeiri, maskirajući činjenicu kako robovi zapravo vježbaju smrtonosnu borilačku vještinu.
U dvadeset i pet godina kolonije su pretrpjele jedanaest pobuna koje su kulminirale ukidanjem ropstva 13. svibnja 1888.
Nakon prekida, neki bivši robovi su se vratili u Afriku ali je većina ostala u Brazilu. Kako se zemljovlasnici više nisu interesirali za njih kao radnu snagu, većina se uputila prema gradovima formirajući barake, i predgrađa. Kako ni u gradu nije bilo posla mnogi su organizirali kriminalne bande. Drugi, više sretniji zbog njihovog znanja o capoeiri, bili su zaposleni pored političara kao tjelesni čuvari. Vlada ih je sve gledala kao da su „kužni“.
Glavne aktivnosti ovih „capoeirista“ (svatko tko je prakticirao ovu umjetnost) ometale bi politički život u toj zemlji. U 1890. neki jako utjecajni ljudi visokog društva prakticirali su capoeiru. To je bila prijetnja vladi, pa je predsjednik stvorio specijalnu policijsku postrojbu kako bi kontrolirali situaciju. Kako je ovaj pokušaj bio nedjelotvoran, pokrenut je rigidan kazneni postupak. U poglavlju B tog postupka, deset je članaka bilo posebno vezano za aktivnosti, postupke te zločine vezane za capoeiru. Stroži zakon je kasnije dodan u kojem je pisalo da će svaka osoba poznata kao capoeirist biti prognana iz države. Kako bio zakon stupio na snagu, predsjednik je zaposlio čovjeka zvanog Sampaio, koji je bio poznat kao najokrutniji šef policije u brazilskoj povjesti. On je odlučio ugasiti capoeiru. Zanimljivo je da je Sampaio bio odličan capoeirist, i bio je strah i trepet bandama. 
Sampaiova posebna policijska postrojba naučila je capoeiru, kako bi mogli izazvati svog „neprijatelja“ na borbu na vlastitom teritoriju. Da nije bilo velikog otpora capoeirista kao i utjecajnih ljudi, on bi možda i uspio u svojoj misiji.
Jedan je incident doveo do kraja Sampaiovu nemilosrdnu potjeru capoeirista. Uhitio je čovjeka po imenu Juca, člana nižeg plemstva, za prakticiranje capoeire i inzistirao je da bude protjeran. To je uzrokovalo krizu u vladi te su se članovi predsjednikova kabineta usprotivili ovoj akciji jer je Jucin otac bio dobro poznat i omiljen među političarima.
Predsjednik je sazvao poseban sastanak svog kabineta, i nakon osamnaest dana dva važna člana kabineta su dala su ostavku i Juca je protjeran. Nakon tog događaja očekivala se promjena u ponašanju capoeirista. Ali promjena je bila na njihovoj strani. Oporba u vladi je stvorila crnu policiju koja je ometala predsjednika. Crna policija je formirana isključivo od capoeirista koji su širili strah gradom. Policija je bila neučinkovita protiv njih i taman kad je situacija postala očajna, Brazil je ušao u rat s Paragvajem. Crna policija je poslana na front i odjednom su odmetnici postali nacionalni heroji. Capoeira je ušla u drugu fazu u povijesti.

## Moderni termini
Zakon koji je zabranio capoeiru bio je na snazi do 1920., i njeno je prakticiranje bilo zamaskirano u plesni folk. U skrivenim mjestima, capoeiristi su se trudili zadržati tradiciju živom, a kako su ju predstavljali kao folk, prakticiranje capoeire bilo je bolje prihvaćeno od društva.
U to vrijeme bilo je jako često da capoeirist ima dva ili tri nadimka. Policija je znala capoeiriste po tim imenima a ne po njihovim pravim identitetima, zbog čega ih je bilo još teže uhititi (ova je tradicija očuvana do danas, kad se osoba krsti u capoeiri dobiva nadimak).
U 1937. Mestre Bimba, jedan od najvažnijih majstora capoeire, dobio je poziv predsjednika da demonstrira njegovu umjetnost u glavnome gradu. Nakon uspješnog predstavljanja vratio se doma i s vladinim dopuštenjem, otvorio je prvu školu za capoeiru u Brazilu. Bio je to prvi korak naprijed prema većem razvoju, a godinu dana kasnije senat je donio zakon o osnivanju capoeire kao nacionalnog športa.
Danas je capoeira raširena po cijelome svijetu. U Brazilu, kao dio kulture, capoeira je svugdje – u osnovnim školama, sveučilištima, klubovima i u policijskim akademijama.

## Vanjske poveznice
|  | Zajednički poslužitelj ima još gradiva o temi Capoeira |